# Ascogaster magadanica
Ascogaster magadanica är en stekelart som beskrevs av Vladimir Ivanovich Tobias 2000. Ascogaster magadanica ingår i släktet Ascogaster och familjen bracksteklar. Inga underarter finns listade.